# Poecilogramma
Poecilogramma is een geslacht van rechtvleugeligen uit de familie sabelsprinkhanen (Tettigoniidae). De wetenschappelijke naam van dit geslacht is voor het eerst geldig gepubliceerd in 1887 door Karsch.

## Soorten
Het geslacht Poecilogramma omvat de volgende soorten:
- Poecilogramma annulifemur Karsch, 1887
- Poecilogramma cloetensi Griffini, 1908
- Poecilogramma striatifemur Karsch, 1887